# Sancho Fernández de Angulo y Sandoval
Sancho Fernández de Angulo y Sandoval (12 de octubre de 1638 - ?) fue un político y militar español, nacido en Cazorla, Jaén, Andalucía, nombrado Caballero de la Orden de Santiago. Fue gobernador de la provincia de Nueva Andalucía (antes Cumaná y actualmente el estado Sucre de la República Bolivariana de Venezuela), de 1669 a 1674. Más tarde, Gobernador y Capitán General de Yucatán de 1674 a 1677, bajo el reinado de Carlos II de España aunque su nombramiento fue otorgado bajo la regencia de Mariana de Austria.

## Datos históricos de su gubernatura en Nueva Andalucía
En 1668 le fue asignada la gubernatura y capitanía general de la provincia de Nueva Andalucía, tomando posesión de su cargo el 26 de julio del año siguiente. También fue alcalde del castillo Araya. 
Se enfrentó al problema de asegurar la cornisa litoral de su territorio que era atacada frecuentemente por los corsarios. Fundó la ciudad de Nueva Barcelona de los cumanagotos o simplemente Barcelona, como hoy se le conoce. Ordenó la construcción de un fuerte en la ciudad de Cumaná. Redujo a los indios rebeldes, concentrándolos en un pueblo que llamó San Andrés, actualmente San Andrés de Anoto.

## Datos históricos sobre su gubernatura en Yucatán
Llegó a la capitanía general de Yucatán el 22 de enero de 1674 por nombramiento real de Carlos II de España. Fue enviado para sustituir a Miguel Franco Cordóñez de Soto. Previamente había sido gobernador en la Provincia de Nueva Andalucía. Como muchos de los gobernadores del Yucatán del siglo XVII dedicó buena parte de su administración al combate de los filibusteros que asolaban en aquella época las costas de la península de Yucatán.
Trajo con él, al llegar a Yucatán, la orden de combatir y erradicar a los piratas ingleses que se encontraban en la Isla de Términos ejecutando para ello las órdenes que debía recibir del virrey de la Nueva España, Payo Enríquez de Ribera de construir una flota. Estas órdenes nunca llegaron, pero Fernández de Angulo procedió a armar  varias embarcaciones con patente de corso para combatir a los corsarios ingleses, franceses y holandeses que además de amedrentar constantemente las poblaciones de la costa peninsular, traficaban con el palo de tinte y con otros productos regionales. Consiguió atemorizar a los filibusteros y apartarlos durante un tiempo de Campeche, de Sisal y de otros puertos cercanos a la capital de la provincia, Mérida.
Concluyó también la reconstrucción del Castillo del Bonete en San Francisco de Campeche como parte de las obras orientadas a defender a la localidad de los ataques de los piratas. El Castillo o fuerte, que se llamó a partir de entonces Castillo de San Carlos, en honor del monarca español reinante, Carlos II, fue inaugurado el 15 de noviembre de 1676.
Tuvo dificultades durante su gestión con el Ayunatmiento de Mérida por una cédula que se emitió a fin de que el gobernador fuera sustituido durante su ausencias o muerte por el Teniente de Gobernador en lugar de que fueran los alcaldes ordinarios de Mérida quienes hicieran esta sustitución. También se enfrentó con algunos otros ayuntamientos del oriente de la Capitanía General de Yucatán, como el de Valladolid, en razón de que Fernández de Angulo aplicó con rigor una cédula real que ordenaba que las encomiendas que quedaran vacantes fueran apropiadas en favor de la Caja Real a fin de tener medios para pagar los gastos de la muy onerosa guarnición de Campeche.
El gobernador Fernández de Angulo se ocupó asimismo en favorecer, con recursos tomados de algunas encomiendas que fueron quedando vacantes, el hospital de Nuestra Señora de los Remedios, también de la jurisdicción de Campeche, afectándose con ello ciertos intereses que no apoyaron la medida. 
El 18 de diciembre de 1677, Sancho Fernández de Angulo fue reemplazado en el gobierno por Antonio de Layseca y Alvarado. No pudo regresar a España de inmediato, sin embargo, ya que no pudo pagar la fianza que se le fijó durante el juicio de residencia que le fincó su sucesor, como era habitual en los cambios de los altos funcionarios de la época. Debido a esto se quedó en Yucatán hasta bien entrado el año de 1678, cuando fue exonerado de toda responsabilidad incurrida durante su gobierno.